# Europejski Sojusz Radykalny
Grupa Europejskiego Sojuszu Radykalnego – frakcja polityczna w Parlamencie Europejskim IV kadencji, istniejąca w latach 1994–1999.
Przewodniczącą grupy przez całą kadencję była Catherine Lalumière.
Frakcję utworzono na początku kadencji, w jej skład weszli francuscy deputowani z komitetu wyborczego Énergie Radicale (stworzonego przez Lewicową Partię Radykalną), radykałowie z listy Marca Pannelli, a także kilku przedstawicieli ugrupowań skupionych w Wolnym Sojuszu Europejskim. W skład grupy pod koniec kadencji wchodziło 21 eurodeputowanych.